# Don Bosco Általános Iskola, Szakképző Iskola, Technikum, Gimnázium és Kollégium

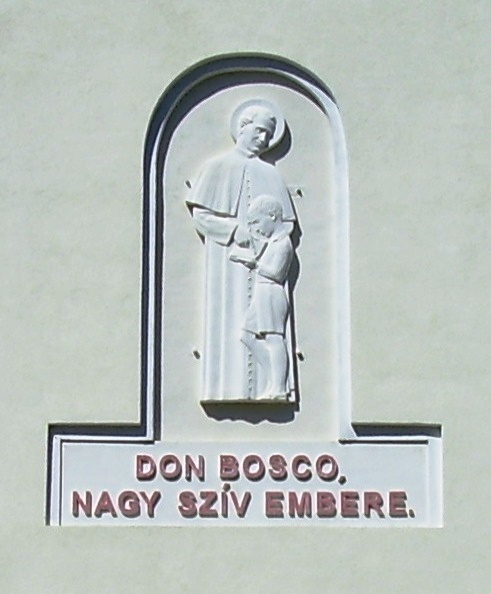
Az iskola épületének homlokzatán található dombormű és felirat

A Don Bosco Általános Iskola, Szakképző Iskola, Technikum, Gimnázium és Kollégium Borsod-Abaúj-Zemplén vármegyében, Kazincbarcikán a Május 1. út 11. szám alatt található.
Az iskola többcélú szakképző intézmény. 1993. szeptember 1-től van a Szalézi rend fenntartásában, és kezdte meg a működését Kazincbarcikán. Az iskola a város egy központi helyén kapott helyet. 2009-ben egy új szakképzési épülettel és 2022-ben egy műhelycsarnokkal bővült.

## Az iskola
Az iskola, mely már a kezdetektől[mikor?] fogva a szalézi nevelési módszerrel megegyező alapokon működött, 1991-ben vette fel a Don Bosco nevet, és 1993 óta áll a Szalézi Társaság fenntartásában. Az intézményben az általános képzés mellett felzárkóztatás, érettségire való előkészítés, szakmunkásképzés és kollégiumi nevelés is zajlik. A fiúkollégium 70 tanulót fogad be.
2004-ben a Don Bosco Iskola a várostól megkapta használatra a bezárásra ítélt Május 1. Úti Általános Iskola épületét. 2008-ban felépült az új szakképzési épület, ahol a szakmai műhelyek és a régi szalézi rendház kapott helyet.

## Vezetőség[3]
| Név                          | Munkakör           |
| ---------------------------- | ------------------ |
| Molnár-Gál Béla              | Igazgató           |
| Kavalyeczné Juhász Krisztina | Igazgató-helyettes |
| Kirner Antal Zoltán SDB      | Igazgató-helyettes |
| Kővári László Imre SDB       | Iskolalelkész      |
| Kukuczka Robert SDB          | Kollégiumlelkész   |

## A 2022/2023-as tanévben induló osztályok
A 2022/2023-as tanévben az iskolában a következő 3 éves szakmai osztályokat hirdették meg:
- Festő, mázoló, tapétázó, kőműves
- Kereskedelmi értékesítő
- Épület- és szerkezetlakatos, hegesztő
- Központifűtés- és gázhálózatrendszer-szerelő
- Pék-cukrász
- Szociális ápoló és gondozó
- Divatszabó

Ezek mellett a következő 5 éves, érettségit és szakmai végzettséget adó technikusi képzéseket hirdették meg:
- Épületgépész technikus
- Fodrász
- Kisgyermekgondozó, -nevelő